# Municipio Jitotol
Koordinaten: 17° 4′ N, 92° 52′ W
Jitotol ist ein Municipio im mexikanischen Bundesstaat Chiapas. Das Municipio hat etwa 18.000 Einwohner und eine Fläche von 236,4 km². Verwaltungssitz und größter Ort des Municipios ist das gleichnamige Jitotol.
Der Name Jitotol kommt von Xitoltepeque, das im Nahuatl „Platz der himmlischen Sprache/Zunge“ bedeutet.

## Geographie
Das Municipio Jitotol liegt im mittleren Norden des mexikanischen Bundesstaats Chiapas auf Höhen zwischen 500 m und 2400 m. Es zählt zur Gänze zur physiographischen Provinz der Sierra Madre de Chiapas und liegt vollständig in der hydrologischen Region Grijalva-Usumacinta. Die Geologie des Municipios wird zu 53 % von Kalkstein bestimmt bei 47 % Sandstein-Lutit; vorherrschende Bodentypen sind der Luvisol (31 %), Phaeozem (26 %), Planosol (23 %) und Leptosol (20 %). Etwa 75 % der Gemeindefläche sind bewaldet, 24 % sind Weideland.
Das Municipio Jitotol grenzt an die Municipios Rincón Chamula San Pedro, Pueblo Nuevo Solistahuacán, San Andrés Duraznal, Simojovel, El Bosque, Bochil, Pantepec und Rayón.

## Bevölkerung
Beim Zensus 2010 wurden im Municipio 18.683 Menschen in 3.820 Wohneinheiten gezählt. Davon wurden 12.339 Personen als Sprecher einer indigenen Sprache registriert, darunter 8.382 Sprecher des Tzotzil und 3.006 Sprecher des Zoque. Gut 22 Prozent der Bevölkerung waren Analphabeten. 5.014 Einwohner wurden als Erwerbspersonen registriert, wovon gut 90 % Männer bzw. 0,9 % arbeitslos waren. Über 64 % der Bevölkerung lebten in extremer Armut.

## Orte
Das Municipio Jitotol umfasst 50 bewohnte localidades, von denen nur der Hauptort vom INEGI als urban klassifiziert ist. Fünf Orte wiesen beim Zensus 2010 eine Einwohnerzahl von über 1000 auf, 24 Orte hatten weniger als 100 Einwohner. Die größten Orte sind:
| Ort            | Einwohner |
| Jitotol        | 4427      |
| Carmen Zacatal | 2579      |
| Las Maravillas | 2105      |
| Cálido         | 1189      |
| El Ámbar       | 1157      |
| Unión Zaragoza | 0652      |